# Satya Nadella
Satya Nadella (Haidarábád, 1967. -) a Microsoft cégvezetője, akit 2014. február 4-én neveztek ki. Nadella 1992 óta dolgozik a Microsoftnál, és legutóbb a cég Cloud nevű üzletágát vezette.

## Magyarul megjelent művei
- Hit refresh. Nyomj egy frissítést! Utazás a Microsoft lelkének legmélyére egy közös, jobb jövő felé; közrem. Greg Shaw, Jill Tracie Nichols, előszó Bill Gates; Alexandra, Pécs, 2018